# Demokratická nacionalistická strana (Malta, 1921–1926)
Demokratická nacionalistická strana (italsky: Partito Democratico Nazionalista) byla maltská konzervativní politická strana.

## Historie
Strana byla založena roku 1883 Fortunatem Mizzim a nesla název Protireformní strana (Partito Anti-Reformista). Ve stejném roce také kandidovala ve volbách do Rady vlády a získala sedm z osmi křesel.
V roce 1903 byla přejmenována na Národní stranu (Partito Nazionale) a v roce 1921 byla nahrazena Demokratickou nacionalistickou stranou, kterou založil Enrico Mizzi, aby nahradil starou stranu. Ve volbách v roce 1921 získala z 32 křesel pouze 4. O tři roky později, v roce 1924, získala 5 křesel a spojila se s Maltskou politickou unií a společně vytvořily koalici.
V roce 1926 se tyto dvě strany spojily a vytvořily Nacionalistickou stranu.

## Ideologie
Jakožto protireformní strana se snažila uchovat italštinu jako úřední jazyk a zachovat moc církve. Tyto názory byly do značné míry podporovány bohatými městskými občany. Když se v roce 1903 změnila na Národní stranu, tak především prosazovala protibritské názory. Bylo to právě v době, kdy ještě byla Malta britskou kolonií.
Demokratická nacionalistická strana si kladla za cíl podporu sociální péče, ale také si zachovala svůj závazek učinit z italštiny spolu s angličtinou úřední jazyk.

## Volební výsledky
| Volby | Předseda     | Počet hlasů | Hlasy v % | Počet křesel | Změna | Pozice   | Způsob vlády |
| ----- | ------------ | ----------- | --------- | ------------ | ----- | -------- | ------------ |
| 1921  | Enrico Mizzi | 2 465       | 12,0      | 4            | -     | 4. místo | Opozice      |
| 1924  | Enrico Mizzi | 4 188       | 17,4      | 5            | ▲ 1   | 4. místo | Koalice      |